# Hillend
Hillend è un piccolo villaggio del Fife, in Scozia, Gran Bretagna, situato a nord-ovest di Dalgety Bay.